# Cyathodium mehranum
Cyathodium mehranum är en bladmossart som beskrevs av D.K.Singh. Cyathodium mehranum ingår i släktet Cyathodium och familjen Cyathodiaceae. Inga underarter finns listade i Catalogue of Life.